# 毕兆嵛
毕兆嵛（1929年—2010年），浙江鄞县人，中华人民共和国编辑。

## 生平
1952年毕业于复旦大学生物系，曾从事植物学等专业的教学工作。1956年调入上海辞书出版社，任编辑，负责参与审阅《辞海》、《简明生物学词典》、《简明社会学词典》和《简明外国人名词典》等辞书。2010年2月12日逝世。